# 川本源司郎
川本 源司郎（かわもと げんしろう、1932年〈昭和7年〉3月1日 - 2024年〈令和6年〉2月12日）は、日本の実業家。銀座や中洲、小倉などに「丸源ビル」の名称で多くの雑居ビルを所有していた。日本の億万長者の1人であった。

## 略歴
1932年、福岡県小倉市（現・北九州市）の呉服屋「丸源」に生まれた。子供のころの夢は「金閣寺に住みたい」であった。
地元小倉の私立常磐高等学校を卒業。1953年、慶應義塾大学経済学部を中退し家業の呉服店を継ぐ。このもうけの大半を不動産に投資し、木造アパートやマーケットの建築からはじめて高度経済成長による不動産価格の高騰で莫大な利益を上げた。
1960年には呉服屋を廃業し、本格的に貸しビル業へ転じる。1961年、それまで得た利益を投じ29歳で小倉駅前に地上6階建てのビルを完成させた。同ビルを「丸源1ビル」とし、以降は同様に数字を付けた名称のビルを建設。ビル内に内装や家具付きの飲食店区画を整備し貸し出す手法が人気を博し、小倉での事業が好調であったことから福岡市の中洲にも進出する。
1972年には東京へ進出、2年後の1974年には当時飲食ビルが少なかった銀座の目抜き通りに10階建てのビルを建設し、1980年までに銀座で8棟のビルを所有するなど、事業を拡大していった。バブル期には、銀座をはじめ赤坂、六本木、福岡の中洲、熱海などに計60棟ほどの飲食テナントビルを所有、約5,900のテナントが入居していた。
1987年にはアメリカ・ハワイに進出し、ハワイカイの高級住宅176件を買収、1988年、ヘンリー・カイザーの邸宅をアメリカの個人住宅としては当時最高額の4255万ドルで買収した。2013年2月には、ハワイの高級住宅街カハラに所有する不動産27戸のリフォームを巡り近隣住民とトラブルを起こしている。
川本は不動産の管理に特定の会社を設けず、丸源興産、みなもと興産、丸源、丸源商事、東京商事など自身が代表を務める会社の設立と清算を繰り返していたが、2013年3月6日、会社の所得約28億円を隠し約8億円を脱税したとして、東京地検特捜部に法人税法違反容疑で逮捕され、同月25日に起訴された。弁護人の交代を経て公判が長期化したが、2018年11月20日に東京地裁にて懲役4年、罰金2億4千万円の実刑判決を言い渡された。川本は判決を不服として控訴したが、2020年1月29日に東京高裁はこれを棄却した。更に翌年2021年1月29日に最高裁が上告を退ける決定をし、懲役4年、罰金2億4千万円の実刑が確定することとなった。
また、2016年4月20日には、創業地である北九州市に所有する2棟のビルにおいて、防火設備の不備があるにもかかわらず改善命令に従わなかったとして、福岡県警察が所有法人の「丸源」と代表の川本を消防法違反容疑で書類送検した。これを皮切りに川本は所有するビルの売却を開始し、2017年8月までに同市内の全ての丸源ビルを他社へ売却した。
2023年10月頃から、依然として丸源の所有であった銀座のビルも相次いで売却され、同時に看板などの撤去や改装が開始されている。同時期に川本は刑務所から出所しており、川本が服役前に法人の「丸源」社長を任せていた人物に対し、残存するビルの売却をする意思を電話で伝えていたという。
2024年4月には週刊現代が川本の死亡を報じたものの、その直後に週刊新潮は川本が自宅にて「植木職人に対して竹刀を振り回していた」や「郵便物の確認に家に来ていた」などの目撃情報を報じるなど各媒体で異なる動静が伝えられていたが、その後所有不動産の相続をめぐる週刊現代の記事で改めて既に死去していることが報じられた。

## 人物
自身の事を『日本一の資産家』と自称し、かつては『1000億、2000億は簡単に動かせる』と豪語して回っていた。また、1996年にハワイに高級住宅を購入し、そこに低所得者を住まわせたり建物を管理せず放置して近隣住民とのトラブルになった。金銭に執着しない一面、税金の支払いには極度に消極的な姿勢を見せ「節税をしない経営者はバカ。無駄な税金を支払う必要はない」と公言。節税対策には細心の注意を払った。
バブル期の総資産は1,000億円を優に超え、資産家として雑誌に度々登場。徹底した現金主義者として知られ、借金もゼロ、クレジットカードすら持たず、映画『地平線』（新藤兼人監督）の制作に際しては8億円をキャッシュで出した。川本はバブル期を異常な状態と認識し、競うように不動産投資を行っていた銀行を信用せず、自らの目で物件を選んでいた。こうした行動は虚無主義者と評されることもあったが、バブル崩壊もほぼ無傷で乗り切ることに繋がった。
1987年頃には実業家の松下幸之助や横井英樹らと並ぶ、推定1千億円超の資産を有しながら高額納税者公示制度（長者番付）に川本の名前が出なかった理由として、貸しビルから得られる収入を家賃ではなく「預かり金」として帳簿に載せず、この預かり金の膨大な利子に加え、ビル建設の請負業者からのリベートを貰うなど、表に出ない現金をつくる手法に長けていたという。
東京都内に地下1階、地上4階、延床面積830平方メートルの自宅を所有しているが、実際に使用するのは着替えに帰る程度で、普段は都心のホテルに滞在する。1987年頃には赤のロールス・ロイスと黒のメルセデス・ベンツ、リムジンをその日ごとに乗り分けていた。
派手なことが好きな性格で、地元の小倉に建設した丸源ビルの上棟式では、5千円札4000枚を地上51メートルの屋上からばら撒こうとして、警察や財務局から中止を命じられたものの、そのまま実行したという。
毎月の飲み代にも1000万円以上を使っていたが、あるとき取引先へ向かう途中に1000万円の札束を道に落とし、「慌てて拾ったらみっともないという気持ちが先に立ち」拾わなかったというエピソードがある。

### 文化芸術
芸術関係にも造詣が深く、前述の自宅の各階各部屋には、川本が収集した18世紀から19世紀にかけてのブロンズ像や大理石像、カモシカの剥製、シロクマやチーターの毛皮の敷物が並べられている。
また、「マルゲンフィルム」名義でさまざまな映画の企画も手がけた。川本は映画製作から早々に手を引いたが、作品そのものの版権と原盤のありかが不明確で、そのためソフト化はもちろん上映も困難とする話もある。そもそも、これらの映画は川本の意志により、ビデオ化等はもとより封切り以降の公開を一切許していないともされる。
- 地平線 - 監督：新藤兼人。
- 食卓のない家 - 監督：小林正樹。
- 鹿鳴館 - 監督：市川崑。丸源が製作、1億円を投じて再現された鹿鳴館の原寸大ファサード、セリフを舞台風に読ませた大胆な演出などで話題になった。

## 丸源ビル
川本が各地に建設した「丸源ビル」は、スナックやクラブなどが入居するビル（ソシアルビル）が中心である。北九州・小倉から福岡・中洲、東京・銀座へと進出していくなかで、丸の中に「源」という赤いネオンは「夜の銀座の象徴」ともされた。
各ビルには番号が付けられ、例えば「丸源29ビル」のように表記される。1番は福岡県北九州市小倉北区京町にあったが、小倉駅前東地区第一種市街地再開発事業による小倉そごうビル（小倉そごう、小倉玉屋、小倉伊勢丹、コレットなどを経て、2021年よりショッピングモール「セントシティ」として運営）建設に伴い解体された。
また、丸源ビルの殆どが1960年代から1980年代前半に建設されており、1981年6月1日に施行された新耐震基準以前の建造物が多くを占める。そのため老朽化やテナントの空洞化が著しく、すでに売却されたビルや、売却後解体されたビルもある。
前述の通り、丸源ビルの防火設備の不備を理由として管理者の川本および所有法人が2016年に消防法違反で書類送還されているが、1987年頃には入居する店舗から「丸源ビル自体が建築基準、消防上の安全基準からみて違法スレスレ」「借りて経営が苦しく店を明け渡さざるを得ないことがあっても、保証金を返してくれない」と批判も受けていた。

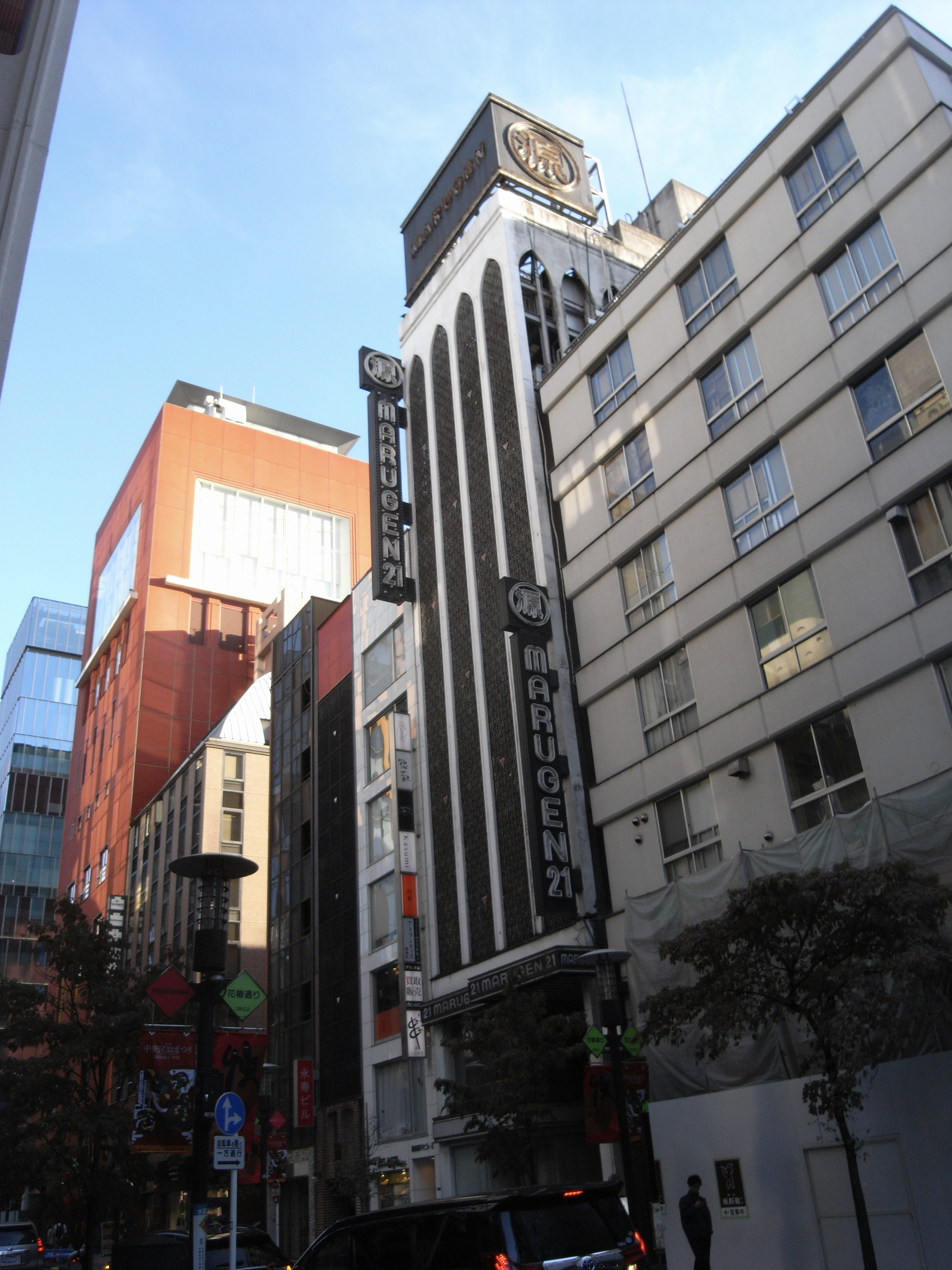
丸源21ビル
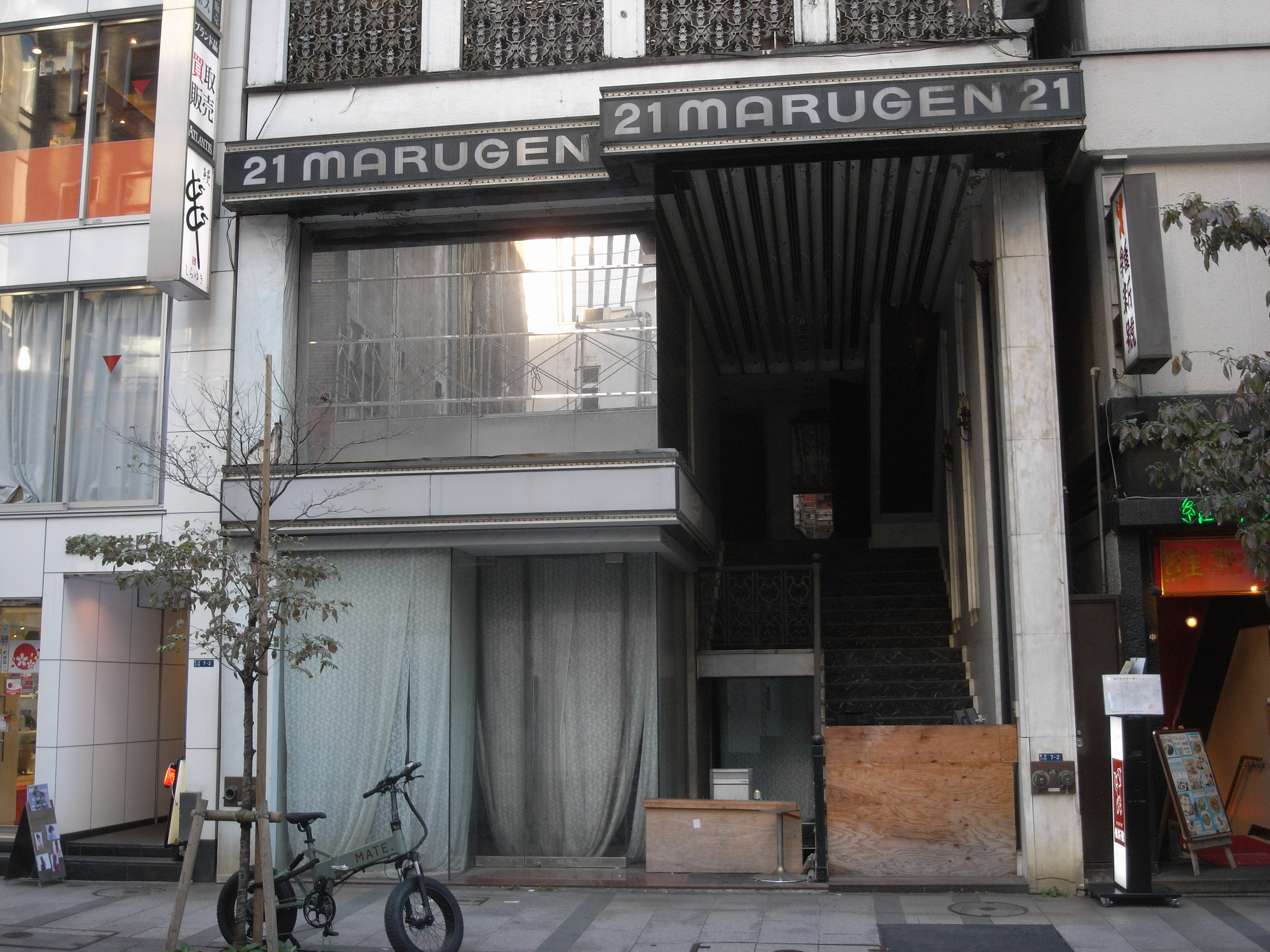
丸源21ビル入り口
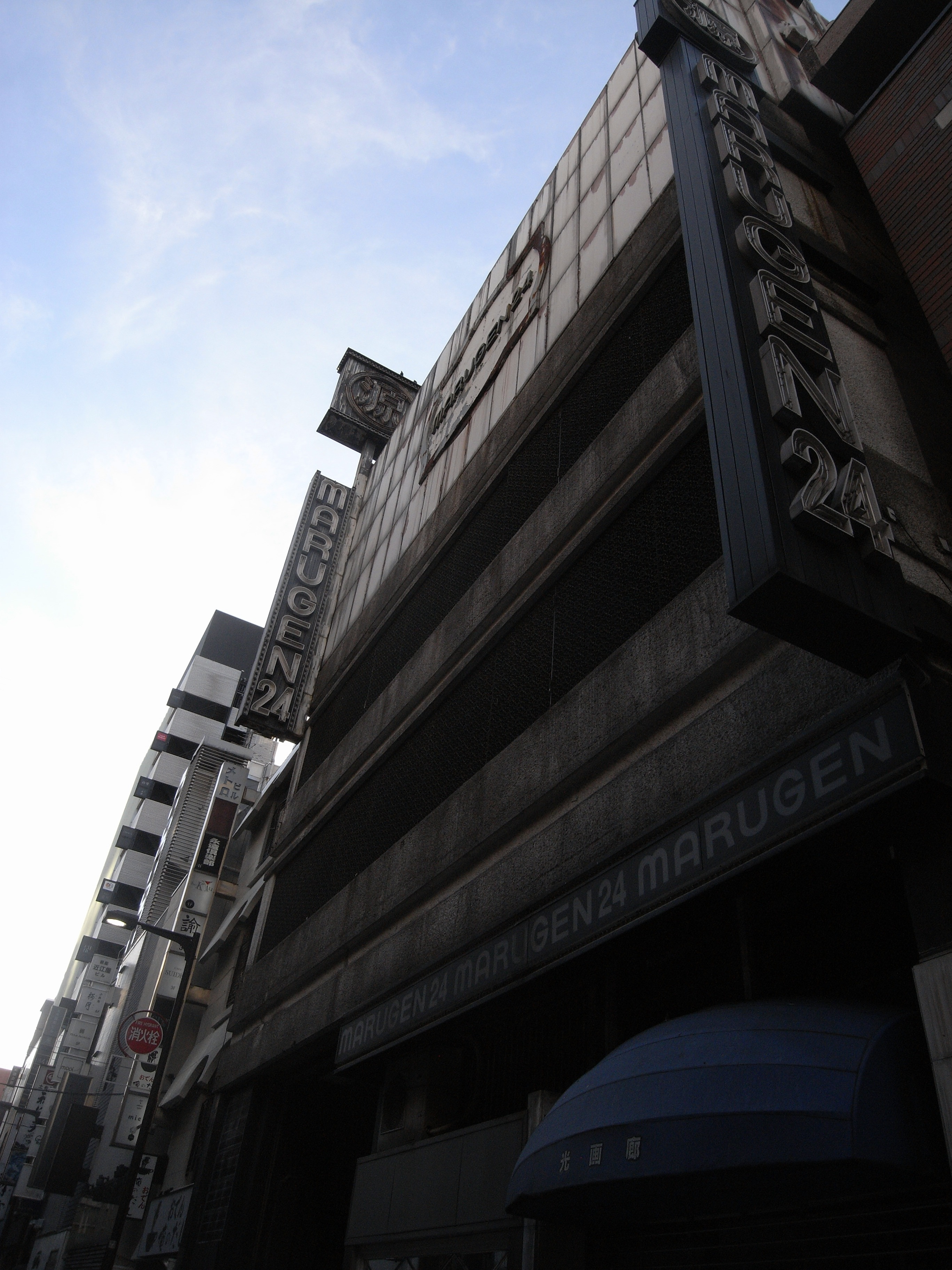
丸源24ビル

## 家族・親族

### 川本家
2013年現在、川本は独身で、後継者も育ててこなかったと報じられている。川本は周囲に「僕が死ねば資産は国に接収されて丸源は終わり。それでいい」と語っていたという。
川本の知人男性は「あれだけの成功者なら、たいこ持ちのような人間を周囲に集めたり、若く美人な妻などを欲しいと思うもの。しかし彼はそうしたものに興味がない」と明かしている。また川本の商売仲間が「結婚しない理由」を問いただした際、川本は「子供ができて変なことされても困るからな。この商売をやるのは俺１人でいいんだ。」と答えていたという。
過去には川本自身も結婚観についてインタビューに応じ、「世帯じみた雰囲気が大嫌い」「1人の女を20年、30年、一緒に暮らす自信がない」と述べた上で、自身の人生観として「この世の二大生き地獄は、とことん貧乏すること、イヤな女房と同居し続けること」と語り、「私と同じように出発した人が、結婚してダメになった例もある」と結婚に対する私見を明かしている。